# 豆蔵K2TOPホールディングス
株式会社豆蔵K2TOPホールディングス（英: Mamezou K2TOP Holdings Corporation）は、情報・通信業を幅広く展開する豆蔵K2TOPグループを統括する純粋持株会社。

## 沿革
2020年（令和2年）
- 1月8日 - 旧豆蔵ホールディングス（後のJESSホールディングス）のMBOを目的に、株式会社K2TOPホールディングス設立[1]。
- 6月2日 - 旧豆蔵ホールディングスを子会社化[2][3]。

2021年（令和3年）
- 4月 - 株式会社豆蔵K2TOPホールディングスへ商号変更。グループ再編の完了に伴い、「豆蔵K2TOPグループ」結成[4]。

2022年（令和4年）
- 12月7日 - ネクストスケープの全株式を、日本ビジネスサービスに譲渡[5][6]。

2023年（令和5年）
- 9月1日 - ジェイエムテクノロジーが、JSEEホールディングスを吸収合併[7]。
- 9月30日 - センスシングスジャパンが解散[8]。
- 10月2日 - ジェイエムテクノロジーの全株式を、兼松に譲渡[9][10]。
- 10月4日 - フォスターネットの全株式を、Dirbatoに譲渡[11]。

2024年（令和6年）
- 5月1日 - 本社を東京都新宿区西新宿2-1-1 新宿三井ビルディング34階から東京都千代田区丸の内2-1-1 明治安田生命ビル14階へ移転[12]。
- 5月17日 - 株式会社オープンストリームホールディングスの全株式をアクセンチュア株式会社に譲渡することを発表[13]。
- 6月27日 - 子会社の株式会社豆蔵デジタルホールディングスが、東京証券取引所グロース市場に上場[14]。

## 拠点
本社　〒100-0005 東京都千代田区丸の内2-1-1 明治安田生命ビル14階

## グループ会社
- 株式会社豆蔵デジタルホールディングス
  - 株式会社豆蔵
  - 株式会社コーワメックス
  - 株式会社エヌティ・ソリューションズ
- 株式会社オープンストリームホールディングス
  - 株式会社オープンストリーム
  - ニュートラル株式会社
- 株式会社ROBON

### かつての関連会社
- 株式会社ネクストスケープ - 2022年12月7日、日本ビジネスサービスに全株式譲渡。
- JSEEホールディングス株式会社（旧豆蔵ホールディングス[15]）- 2023年9月1日、ジェイエムテクノロジーとの合併に伴い、解散。
- センスシングスジャパン株式会社 - 2023年9月30日、解散。

- ジェイエムテクノロジー株式会社 - 2023年10月2日、兼松に全株式譲渡。
- 株式会社フォスターネット - 2023年10月4日、Dirbatoに全株式譲渡。